# Bästa kramgoa låtarna 2
Bästa kramgoa låtarna 2 släpptes den 18 april 2007 på NMG  och är ett dubbelt samlingsalbum av det svenska dansbandet Vikingarna, släppt mer än tre år efter bandupplösningen 2004. På albumlistorna nådde det som högst fjärde plats i såväl Danmark som Sverige.
Albumet innehåller inspelningar från åren 1988-2004.

## Låtlista
1. Ett litet rosa band
2. Min arm omkring din hals
3. Vi har så mycket att säga varandra
4. Maria Marouscka
5. Nu tändas åter ljusen i vår lilla stad
6. Tredje gången gillt
7. En slant i fontänen
8. Fernando
9. Kommer du till sommaren
10. Kali Andamosi
11. Inga stora bevingade ord
12. Samma tid samma plats
13. Varför
14. Kom till mig
15. Jag längtar hem
16. Kärleken förde oss samman
17. Leenge guldbruna ögon (Beautiful Brown Eyes) - live  i Arvika, 3 juli 2004, duett: Stefan Borsch-Christer Sjögren
18. Margie - Live
19. Tre röda rosor/Tiotusen röda rosor (livemedley i Arvika, 3 juli 2004)
20. Nyanser - live i Arvika, 3 juli 2004
21. Röda sandens dal
22. Ramona
23. Låt vindarna bära
24. Sjömannen och stjärnan
25. Ett fång med röda rosor
26. Den första gång jag
27. Vägen hem
28. Du, bara du
29. Alla dessa underbara år
30. Du har lovat mig din kärlek
31. Du har gjort min gråa värld till guld igen (When My Blue Moon Turns to Gold Again)
32. Små små ord
33. Sån't rår inte åren på
34. Min sång om kärleken
35. Att älska någon så
36. Rosegarden
37. California
38. Jag vet
39. Für uns zwei
40. Kuschel dich in meine Arme (Kan man älska nån på avstånd)

## Listplaceringar
| Lista (2007) | Topplacering |
| ------------ | ------------ |
| Danmark      | 4            |
| Sverige      | 4            |